# Creston (Washington)
Creston je gradić u američkoj saveznoj državi Washington. Prema popisu stanovništva iz 2010. u njemu je živjelo 236 stanovnika.